# Conde Hermanos

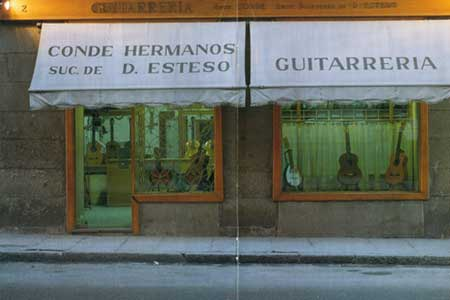
Werkplaats van de Conde Hermanos

De Conde Hermanos ('de gebroeders Conde') zijn Spaanse bouwers van klassieke- en flamencogitaren.

## Geschiedenis
Gitaarbouwer Domingo Esteso begon in 1915 in Madrid als gitaarbouwer, samen met zijn neven Faustino en Mariano Conde senior, die later hun broer Julio Conde zouden opleiden. Na het overlijden van Domingo Esteso in 1937 bleven de drie broers Conde tot aan 1960 in zijn stijl gitaren bouwen onder de naam Viuda y Sobrinos de Esteso (Weduwe en neven van Esteso).
Tussen 1960 tot 1988-89 werden voor het atelier verschillende namen gebruikt. Achtereenvolgens waren dat: Sobrinos de Domingo Esteso Conde Hermanos (Neven van Domingo Esteso gebroeders Conde) en Conde Hermanos Sobrinos de Domingo Esteso (Gebroeders Conde, neven van Domingo Esteso). 
Vanaf de jaren 1990 bouwden Felipe Conde en Mariano Conde hun instrumenten onafhankelijk van elkaar, in afzonderlijke Madrileense ateliers. Felipe Conde gebruikt vrijwel hetzelfde type etiket (in de klankkast; met herkomst, datum, handtekening) als in de voorafgaande periode, Mariano schrijft al zijn etiketten met de hand. Tevens gebruikt Felipe hetzelfde kop-ontwerp ('kop' van de gitaar, met de stemmechanieken) zoals de broers dat samen deden, de 'media luna', halve maan.
Traditioneel worden flamencogitaren gebouwd met een klankkast van cipres; een ceder hals met een ebben toets, en een bovenblad van spar. Dit noemt men, vanwege de lichte kleur van cipres, een 'blanca' flamencogitaar. Sinds begin jaren 1970 bouwen de gebroeders Conde ook de 'negra', een gitaar die dezelfde houtsoorten bevat als een klassieke gitaar, behalve de klankkast, die is van het tropische (en diep donkerbruine) palissander. De klank verschilt door het gebruik van een ander patroon van zangbalk-jes onder het bovenblad van de gitaar, en in het algemeen door dunner geschaafde houtdelen voor de klankkast. De 'negra' heeft in het algemeen een iets groter volume, en een subtiel ander geluid, dan de 'blanca'.
Gitarist Paco de Lucía speelde een belangrijke rol bij de acceptatie van de 'negra' in de flamencowereld. De Lucía speelde al sinds eind jaren 1960 op gitaren van de Condes. Op een plaat met El Camarón de la Isla uit 1969 is op de hoes de eerder genoemde 'media luna'-gitaarkop zichtbaar.

## Lijst van gebruikers
Dit is een lijst van personen met een artikel op Wikipedia die Conde-gitaren gebruiken of gebruikt hebben.
- Paco de Lucía
- Niño Ricardo
- Al Di Meola
- Bob Dylan
- Yusuf Islam
- Sabicas
- Tomatito
- John Williams